# Martin Van Maele
 (août 2023).
Maurice François Alfred Martin dit Maurice Martin, Martin Van Maele, ou A. Van Troizem, né le 12 octobre 1863 à Boulogne-sur-Seine et mort le 5 septembre 1926 à Varennes-Jarcy, est un dessinateur, graveur et illustrateur français connu pour ses représentations érotiques.

## Biographie

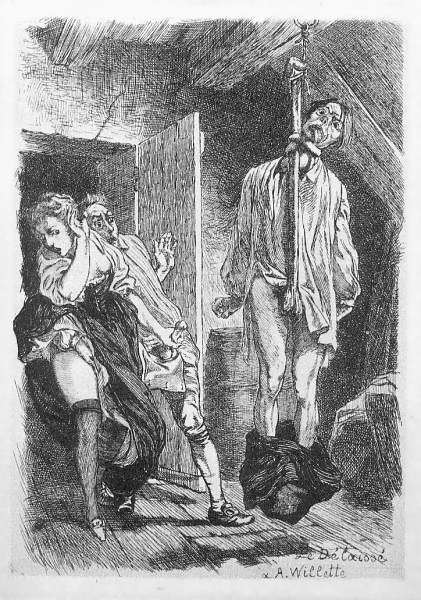
Extrait de La Grande Danse macabre des vifs (1905).

Maurice François Alfred Martin naît à Boulogne-sur-Seine. Il est le fils de Louis Martin, graveur sur bois, et de Virginie Van Maele.
Le 19 février 1889, à la mairie du 16e arrondissement de Paris, il épouse Marie Françoise Genet, fille de François Genet et Marie Louise Pilloux et tante de Jean Genet.
Il expose pour la première fois deux dessins au Salon des artistes français de 1888. Sa compagne Marie Françoise Genet expose aussi sous le pseudonyme d'Alice Martin de Voos.
Il fournit des dessins au Monde illustré, au Magasin pittoresque et pour Le Petit Français illustré. Il publie un article illustré, « Le pays des commissionnaires », dans le Magasin pittoresque en 1895.

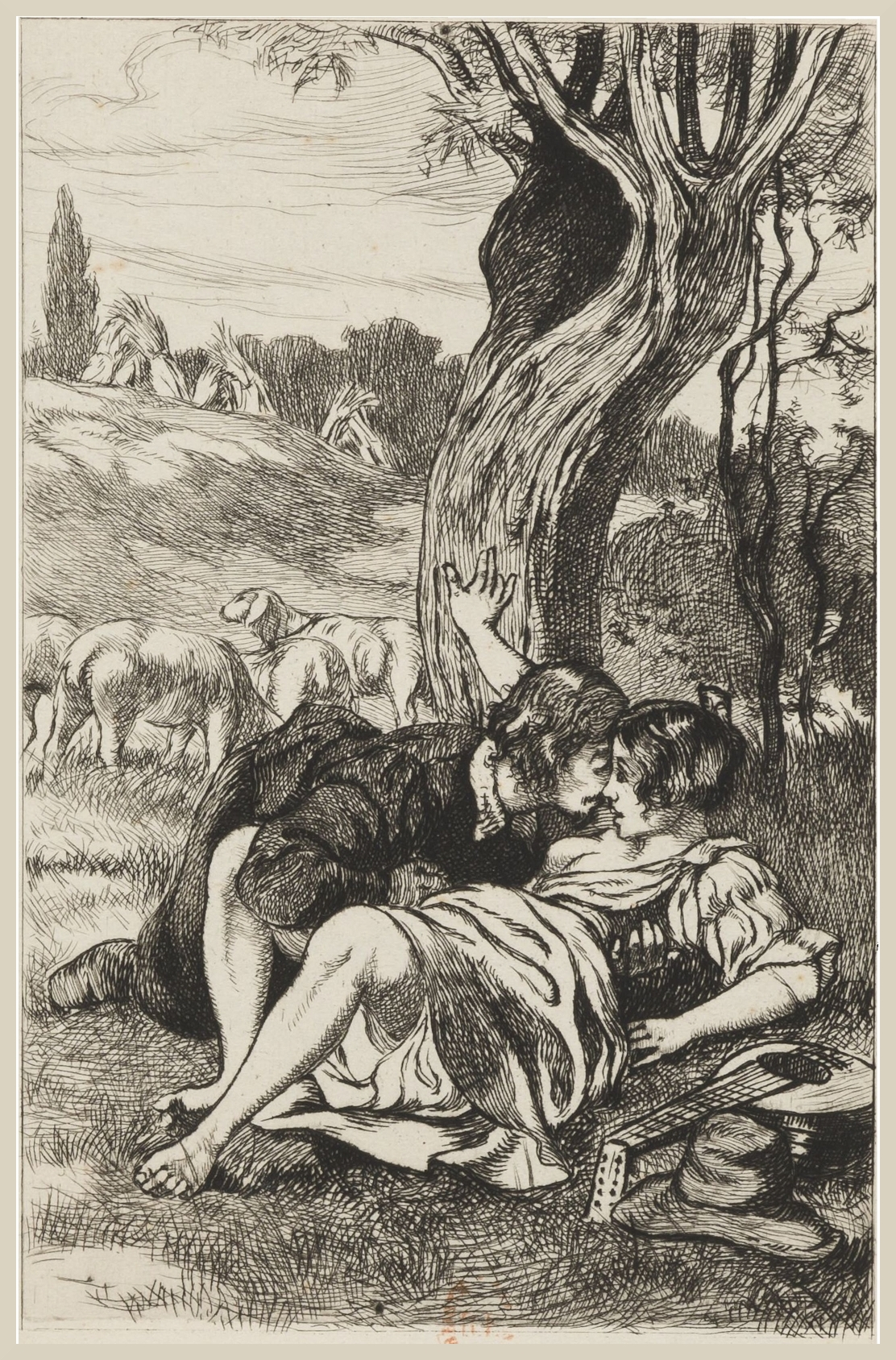
Illustration tirée de L'Histoire de Francion (1925).

La Commission du Vieux Paris du 7 avril 1898 réceptionne un album intitulé Fortifications de Paris : partie comprise entre le Point-du-Jour et la porte de Pantin, composé d’une cinquantaine de vues et dessins de Maurice Martin, publiés dans le Monde illustré et le Magasin pittoresque, d’après ses photographies.
Sa carrière jusqu'en 1901 est cependant mal connue. À partir de cette date, il débute en illustrant Les Premiers Hommes dans la Lune d'Herbert George Wells édités par Félix Juven. L'année suivante, Van Maele illustre quelques couvertures d'aventures de Sherlock Holmes publiées par le même éditeur.
En 1901 également, il commence à travailler pour l'éditeur érotique Charles Carrington, illustrant des ouvrages sadomasochistes, mais aussi Anatole France et Apulée. Van Maele y publie également, en 1905, un ouvrage plus personnel, La Grande Danse macabre des vifs, quatre séries de dix dessins satiriques et humoristiques, dans lesquels la sexualité s'offre comme premier aperçu de la mort. Après l'expulsion de France de Carrington, en 1907, il travaille pour Jules Chevrel et illustre Choderlos de Laclos, Jules Michelet et Denis Diderot. De 1909 à 1919, Van Maele ne publie que cinq livres. 
À partir de 1920, il travaille avec Jean Fort et continue à illustrer des classiques de l'érotisme littéraire (l'Arétin, Paul Verlaine, Charles Sorel, etc.), en parallèle à des ouvrages de Pierre Mac Orlan, principalement sadomasochistes, mais laissant aussi place à des pratiques plus rarement évoquées en littérature, comme la klysmaphilie.
En 1903, Van Maele s'installe à Varennes-Jarcy avec sa femme, sa mère et sa grand-mère. De 1904 à 1926, ils habitent une maison de la rue de Mandres.
Il y meurt en 1926 alors qu'il achevait d'illustrer les Dialogues de l'Arétin. Il est inhumé dans le cimetière de la commune.

## Œuvre

### Publications
- Martin Van Maele, La Grande Danse macabre des vifs, Charles Carrington, 1905, quarante illustrations. Réédition Déesse, Nanterre, 1980
- (en) Martin Van Maele, The Satyrical Drawings of Martin Van Maele, Cythera Press, New York, 1970
- Luc Binet, Martin Van Maele ou le diable se cache dans les détails. Catalogue raisonné, Humus, Lausanne, 2017.

### Illustrations

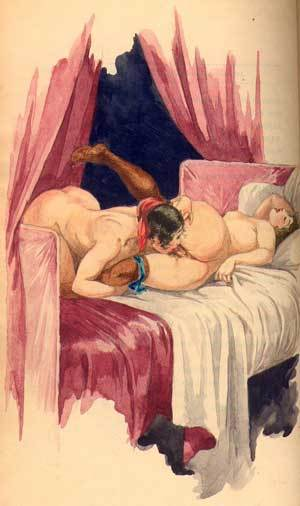
Scène érotique entre deux femmes tirée de Un été à la campagne de Gustave Droz (1910).

- Anatole France, Thaïs, Charles Carrington, Paris, 1901, vingt et une eaux-fortes originales
- Wilhlm Reinhard (trad. Jean de Villiot), La Flagellation des femmes en Allemagne, Charles Carrington, Paris, 1901, vingt illustrations
- Margaret Anson (traduit par Jean de Villiot), Une société de flagellantes. Réminiscences et révélations d’une soubrette de grande maison…, Charles Carrington, Paris, 1902
- Conan Doyle, Aventures extraordinaires, quinze illustrations, Librairie Félix Juven, Paris, 1902
- Anatole France (traduit par A. R. Allinsob), The Well of Santa Clara (Le Puits de sainte Claire), Charles Carrington, Paris, 1903
- Jean Villiot [pseudonyme de George Augustus Sala et James Campbell], La Maison de la verveine, dessins avec Émile Mas, Librairie des bibliophiles parisiens - Charles Carrington, 1904
- Jean de Villiot, La Flagellation amoureuse dans l'histoire des mœurs et dans la littérature, suivie de la flagellation des femmes, en France sous la Révolution et la terreur blanche, Charles Carrington, Paris, 1904, cinq eaux-fortes
- Jean de Villiot, Dix-sept ans : étude sociale, Charles Carrington, Paris, 1905, eaux-fortes
- Apulée (traduit par Jean de Montlyard), L'Âne d'or, Charles Carrington, Paris, 1905, vingt et une eaux-fortes. Réédition Jean de Bonnot, Paris, 1991
- Paul Verlaine, La Trilogie érotique : Amies, Femmes, Hombres, Charles Carrington, Bruxelles, 1907, quinze compositions originales
- Aimé Van Rod, Nos belles flagellantes, Édition parisienne, Paris, 1907, dix dessins hors-texte
- Pierre Choderlos de Laclos, Les Liaisons dangereuses, Jules Chevrel, Paris, 1908, vingt eaux-fortes
- Jules Michelet, La Sorcière, Jules Chevrel, Paris, 1911. Réédition Jean de Bonnot, 1987, quinze eaux-fortes
- Edgar Allan Poe (traduit par Charles Baudelaire), Dix contes, Librairie Dorbon-Ainé, Paris, 1912, quatre-vingt-quinze compositions originales gravées sur bois par Eugène Dété
- Denis Diderot, La Religieuse, Jules Chevrel, Paris, 1916, dix eaux-fortes hors-texte
- Charles Baudelaire, Les Fleurs du Mal (pour l'éditeur Jules Chevrel), Paris, 1917, suite de 12 eaux-fortes
- Sadinet (pseudonyme de Pierre Mac Orlan), Petites cousines : souvenirs érotiques d'un homme de qualité touchant les jolies petites cousines… les bonnes à tout faire… les femmes du monde et les belles filles de province, À la folie du jour (Jean Fort), 1919, dix eaux-fortes attribuées à Van Maele
- Claude de Saint-Hieble (pseudonyme de Pierre Mac Orlan), L'Instrument des apothicaires, Jean Fort, collection « Les Amis du bon vieux temps », Paris, 1920
- Edmond Haraucourt, La Légende des sexes, Au Clos Bruneau, Paris, 1921, douze gravures
- François Béroalde de Verville, Le Moyen de parvenir, Jean Fort, Paris, 1921, dix-huit eaux-fortes en couleurs et en hors-texte et soixante-cinq vignettes dans le texte
- Pierre Fély (pseudonyme de Pascal Pia), Les Princesses de Cythère, chronique libertine de l'histoire, Jean Fort, collection « Les Amis du bon vieux temps », Paris, 1922, un frontispice gravé et huit hors-texte
- Charles Sorel, L'Histoire comique de Francion. En laquelle sont découvertes les plus subtiles finesses et trompeuses inventions tant des hommes que des femmes de toutes sortes de conditions et d’âges, Jean Fort, Paris, 1925, dix sept eaux-fortes et seize compositions
- Pierre de Jusange (pseudonyme de Pierre Mac Orlan), La Comtesse au fouet, Jean Fort, Paris, 1926, huit illustrations hors-texte
- Docteur Gastien Fowler (pseudonyme de Pierre Mac Orlan), Maison des flagellations, Jean Fort, Collection des Orties Blanches, Paris, 1926
- Pierre l'Arétin, Dialogues, Jean Fort, 1927, soixante-six illustrations in-texte et dix hors-texte Van Male étant mort pendant la réalisation des illustrations, certaines sont de Luc Lafnet.
- Ovide, Les Amours ; L'Art d'aimer ; Les Héroïdes ; Les Remèdes d'amour ; Les Cosmétiques, Jean de Bonnot, Paris, 2000